# Liste der Kulturdenkmale in Lichtenstein (Württemberg)

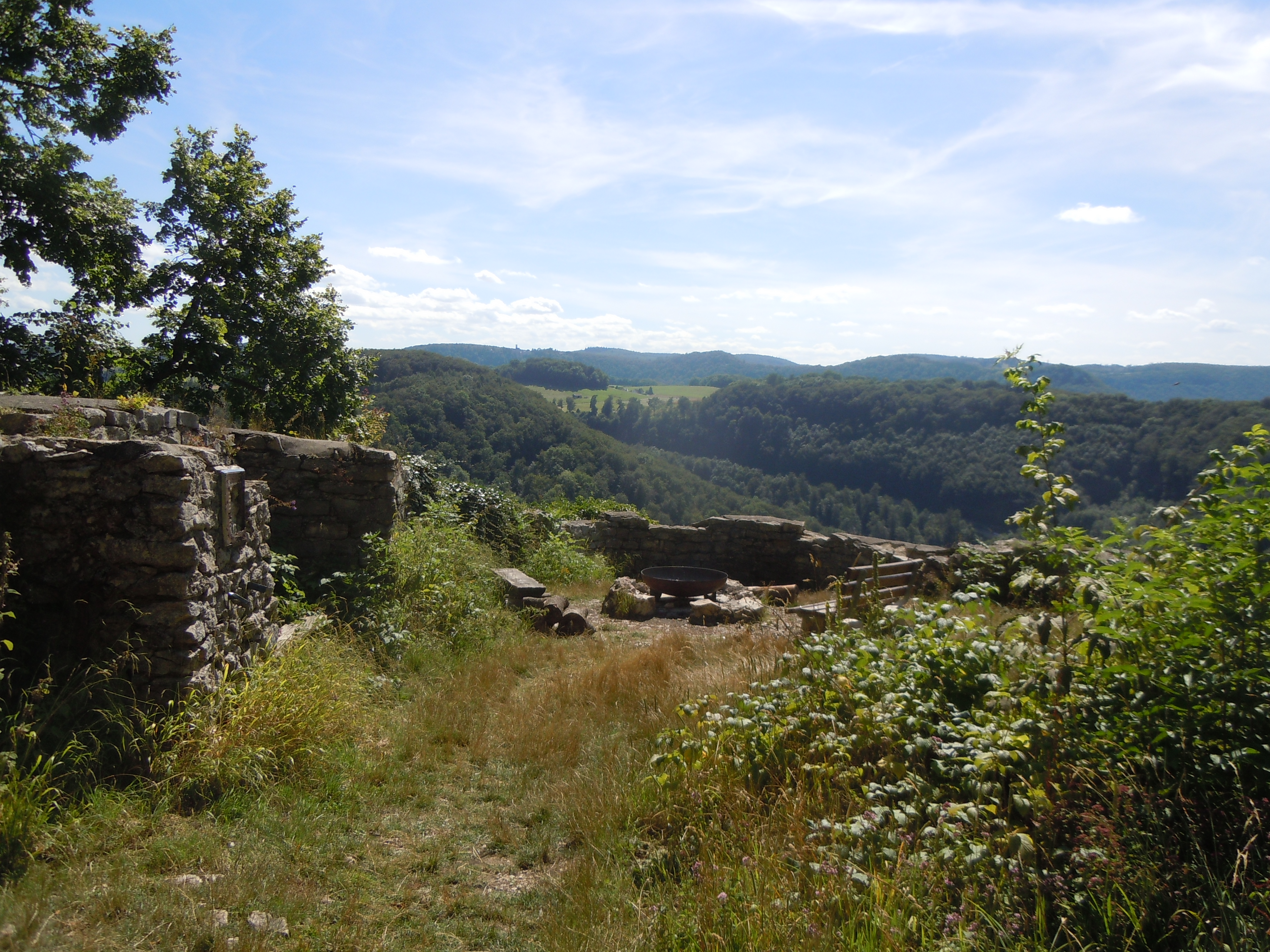
Burg Obergreifenstein

Die Liste der Kulturdenkmale in Lichtenstein gibt einen Überblick über die Kulturdenkmale in den drei Ortsteilen der Gemeinde Lichtenstein im Landkreis Reutlingen in Baden-Württemberg.
Die Liste ist nicht vollständig. Sie enthält unter anderem diejenigen elf Objekte, zu denen das Landesamt für Denkmalpflege Baden-Württemberg Daten im landeskundlichen Online-Informationssystem LEO-BW bereitgestellt hat (Stand: Januar 2022).

## Allgemein
- Bild: Zeigt ein ausgewähltes Bild aus Commons, „Weitere Bilder“ verweist auf die Bilder im Medienarchiv Wikimedia Commons.
- Bezeichnung: Nennt den Namen, die Bezeichnung oder die Art des Kulturdenkmals.
- Lage: Straßenname und Hausnummer oder Flurstücknummer des Kulturdenkmals, gegebenenfalls auch den Ortsteil. Die Grundsortierung der Liste erfolgt nach dieser Adresse. Der Link (Karte) führt zu verschiedenen Kartendiensten mit der Position des Kulturdenkmals. Fehlt dieser Link, wurden die Koordinaten noch nicht eingetragen. Sind diese bekannt, können sie über ein Tool mit einer Kartenansicht einfach nachgetragen werden. In dieser Kartenansicht sind Kulturdenkmale ohne Koordinaten mit einem roten bzw. orangen Marker dargestellt und können durch Verschieben auf die richtige Position in der Karte mit Koordinaten versehen werden. Kulturdenkmale ohne Bild sind an einem blauen bzw. roten Marker erkennbar.
- Datierung: Baubeginn, Fertigstellung, Datum der Erstnennung oder grobe zeitliche Einordnung entsprechend des Eintrags in der zuständigen Denkmaldatenbank (Landesamt für Denkmalpflege Baden-Württemberg).
- Beschreibung: Kurzcharakteristik des Kulturdenkmals.

## Unterhausen
| Bild           | Bezeichnung     | Lage                                          | Datierung             | Beschreibung | ID |
| -------------- | --------------- | --------------------------------------------- | --------------------- | --- | -- |
| Weitere Bilder | Altes Schulhaus | Unterhausen, Ludwigstraße 8 (Karte)           |                       | |    |
| Weitere Bilder | Bronzeplastik   | Unterhausen, Härdtleweg 1 (Karte)             | 1936 – 1937           | Bronzeplastik eines Knaben mit Speer von Bildhauer Fritz von Grävenitz, gestiftet von der Baumwollspinnerei Unterhausen |    |
| Weitere Bilder | Erlöserkirche   | Unterhausen, Ludwigstraße 20 (Karte)          | 18. – 20. Jahrhundert | Saalkirche mit rechteckigem Chor und Empore, Satteldach mit Dachreiter als Kirchturm, in ihrer heutigen Form vermutlich 1721 oder 1837 erbaut, zuvor stand an ihrer heutigen Stelle zunächst die Marienkapelle (1354 erstmals erwähnt), um 1414 wurde sie durch eine Kirche ersetzt, 1890 und 1959 restauriert |    |
| Weitere Bilder | Friedhof        | Unterhausen, Friedhofweg 13 (Karte)           | 1924                  | gärtnerisch gestaltete Anlage auf terrassiertem Gelände, Ruhebänke, Brunnen; Aussegnungshalle ein eingeschossiger Tuffsteinbau mit hohem Sockelgeschoss und Treppenanlage, Walmdach, bauzeitliche Gestaltung des Inneren von Oberamtsbaumeister Albert Staiger (Reutlingen) |    |
|                | Johanneskirche  | Unterhausen, Kirchstraße 12/1 (Karte)         | 13. – 15. Jahrhundert | Im 12. oder 13. Jahrhundert entstand an der heutigen Stelle der Johanneskirche ein Vorgängerbau auf Kalksteinfundamenten in romanischer Bauweise und vermutlich als Fachwerkgebäude. Um 1250 entstand ein Chorturm aus Tuffstein als Anbau an das bestehende Gebäude. Zwischen 1250 und 1275 wurde das bestehende Kirchengebäude durch ein Langhaus aus Tuffstein ersetzt. Das Kirchengebäude wurde vielfach renoviert, erneuert und umgestaltet. |    |
|                | Rathaus         | Unterhausen, Friedrich-List-Straße 50 (Karte) | 1838                  | ehemaliges Rathaus von Oberhausen, heute Bürgerhaus, zweigeschossiger Putzbau, Satteldach, zweiläufige Eingangstreppe |    |
| Weitere Bilder | St. Konrad      | Unterhausen, Scheffelstraße 10 (Karte)        | 1935                  | Grundsteinlegung für den Neubau einer Saalkirche mit Apsis nach Plänen der Architekten Hans Lütkemeier und Martin Schilling 1934, zur Weihe traf ein Reliquienkästchen für den Hochaltar ein, 1945 folgte eine gebrauchte Orgel aus Uttenweiler, die vermutlich 1857 erbaut und 1890 umgebaut wurde und bis 1999 in Dienst war, 2000 wurde eine neue Orgel von der Firma Späth eingeweiht.                                                        |    |

## Honau
| Bild           | Bezeichnung          | Lage                                  | Datierung             | Beschreibung | ID |
| -------------- | -------------------- | ------------------------------------- | --------------------- | --- | -- |
| Weitere Bilder | Aussichtsturm        | Honau, Traifelbergstraße 61 (Karte)   | 1919                  | Turm aus Bruchsteinmauerwerk, Architekten Linder, Zundler und Bräuhäuser, Bauherr Fabrikant Richard Silber (Reutlingen) |    |
|                | Galluskirche         | Honau, Schulstraße 19 (Karte)         | 14. Jahrhundert       | romanische Kirche, wegen Baufälligkeit wurde 1857 der Kirchturm ersetzt, der neue gotisierende Turm aus Tuffstein wurde stilistisch an das Schloss Lichtenstein angelehnt, bei einem Fliegerangriff am 1. März 1945 wurde die Kirche getroffen, Einsturz der stark beschädigten Südwand in der darauffolgenden Nacht, 1947 wurde die reparierte Kirche neu eingeweiht. |    |
| Weitere Bilder | Schloss Lichtenstein | Honau, Schloss Lichtenstein 1 (Karte) | 19. – 20. Jahrhundert | im Stil des Historismus erbautes Schloss, an Stelle des Vorgängerbaus: Burg Lichtenstein, nachdem die in der Nachbarschaft liegende Vorgängerburg Alt-Lichtenstein 1381 im Schwäbischen Städtekrieg zerstört und aufgegeben worden war, Wilhelm Graf von Württemberg inspiriert von Wilhelm Hauffs Roman Lichtenstein entschloss sich zum Ankauf des Schlosses, nach Abbruch des dort befindlichen Forst- und Jagdhauses wurde das Schloss zwischen 1840 und 1842 nach den Plänen Carl Alexander Heideloffs, unter der späteren Bauleitung von Johann Georg Rupp Stil der Neugotik umgebaut |    |

## Holzelfingen
| Bild           | Bezeichnung   | Lage                                       | Datierung       | Beschreibung | ID |
| -------------- | ------------- | ------------------------------------------ | --------------- | --- | -- |
|                | Blasiuskirche | Holzelfingen, St.-Blasius-Straße 8 (Karte) | 15. Jahrhundert | 1275 erstmals erwähnt, der spätgotische Chor der heutigen Saalkirche stammt aus dem 15. Jahrhundert, der Turm aus dem 17. Jahrhundert erhielt im 18. Jahrhundert ein neues Obergeschoss. Chorfenster im Zweiten Weltkrieg alle zerstört und seitdem sukzessive neu beschafft, Schiff der Saalkirche 1909 von Martin Elsässer neu errichtet. Die Kirche ist mit einem Gemälde der Künstlerin Käte Schaller-Härlin und einem hölzernen Kruzifix ausgestattet. |    |
| Weitere Bilder | Rathaus       | Holzelfingen, Römerstraße 2 (Karte)        | um 1840         | zweigeschossiger Bau, Erdgeschoss massiv, Obergeschoss mit freiliegendem Fachwerk |    |